# Quentin Breese
Quentin Terancy "Baby" Breese (Leonardville, Kansas, 8 de juliol de 1918 - San Diego, Califòrnia, el 21 d'agost del 1962) fou un boxejador estatunidenc.
Breese començà a boxejar de molt jove a l'escola i va fer el seu primer combat com a professional el 1937. Va esdevenir una celebritat local.
La seva fama el va portar a Hollywood, on va treballar d'actor en diverses pel·lícules com: City for Conquest (1940), de James Cagney i Golven Gloves (1940), de Robert Ryan, col·laborant en les escenes de boxa.
Continuà treballant en films fins al començament de la Segona Guerra Mundial, en què hi va participar, enrolat a la Marina dels Estats Units. La guerra li va deixar seqüeles físiques importants per la seva carrera pugilística, que feren que es retirés després de perdre uns quants combats.
Al llarg de la seva carrera pugilística, que el va portar a 19 estats i a Mèxic, va aconseguir 91 victòries i 27 derrotes.
Va morir a San Diego, Califòrnia, el 21 d'agost del 1962. Aquesta ciutat el va recordar posant-lo a la San Diego Hall of Champions, al Parc Balboa.